# 山枫香树
山枫香树（学名：Liquidambar formosana var. monticola）为金缕梅科枫香树属下的一个变种。

## 扩展阅读
- 維基物種上的相關：山枫香树